# 이슬롬 투크타쿠자예프
이슬롬 투크타쿠자예프(우즈베크어: Islom Toʻxtaxoʻjayev, 러시아어: Ислом Тўхтахўжаев, 1989년 10월 30일 ~ )는 우즈베키스탄의 축구 선수이며 포지션은 윙어이다. 현재 FC AGMK 소속이다.